# Зелінський Юрій Борисович
Ю́рій Бори́сович Зелі́нський (22 лютого 1947, Борщів, Україна — 21 липня 2017, Шегині, Україна) — український вчений, наукова діяльність якого пов'язана з розробкою топологічних та геометричних методів розв'язання аналітичних проблем комплексного аналізу та теорії відображень.

## Життєпис
Юрій Зелінський народився в місті Борщеві, Тернопільської області.
Математикою почав цікавитися ще в середній школі й неодноразово перемагав у фізичних і математичних олімпіадах. Після закінчення школи в 1965 році вступив на механіко-математичний факультет Київського державного університету імені Тараса Шевченка. У 1973 році після закінчення університету та аспірантури в Інституті математики НАН України захистив кандидатську дисертацію.
В Інституті математики НАН України Юрій Зелінський працював з 1973 року, починав з посади інженера. У 1989 році захистив докторську дисертацію. З 2003 року працював на посаді завідувача відділу комплексного аналізу та теорії потенціалу.
Юрій Зелінський був керівником семінару з комплексного аналізу Інституту математики НАН України. Членом оргкомітетів багатьох математичних шкіл, олімпіад та конференцій. Членом спеціалізованих рад при Інституті математики НАН України та при Чернівецькому національному університеті імені Юрія Федьковича.
Помер 21 липня 2017 року в селі Шегині, Мостиського району Львівської області на кордоні з Польщею по дорозі на наукову конференцію.

## Сім'я
Юрій Зелінський був одружений з Любов'ю Володимирівною — лікарем-невропатологом. Вони виховали двох дітей — Ірину та Володимира.